# 扶桑粉蝨
扶桑粉蝨（学名：Singhius hibisci）为粉蝨科辛粉蝨屬下的一个种。